# Шипр

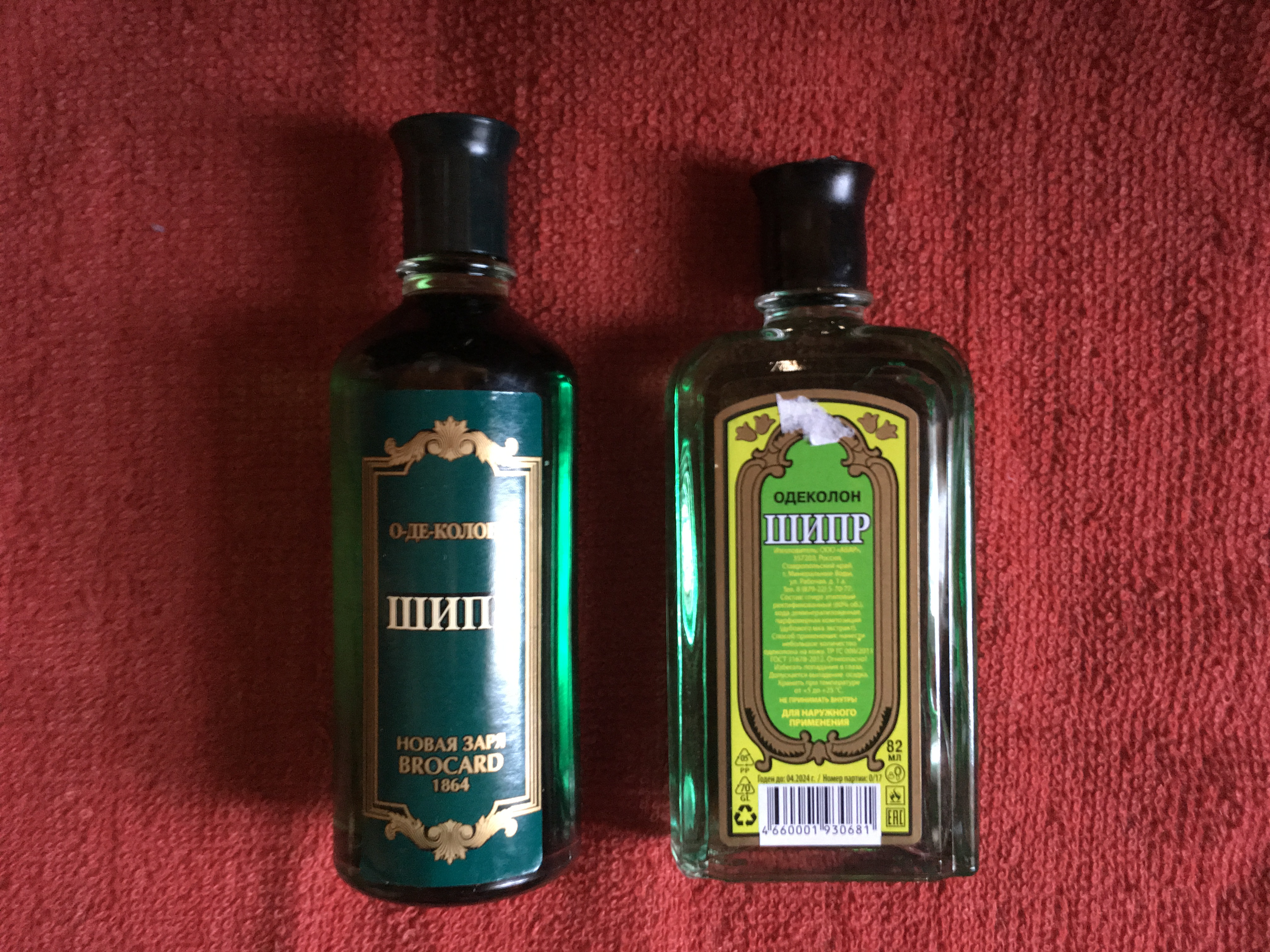
Одеколон фабрики Новая заря (слева) и Абар (г. Минеральные Воды) (справа). Фото 2020 г.

Шипр (фр. Chypre), шипровые — семейство парфюмерных ароматов, основу которых составляет следующая композиция запахов:
- Дубовый мох[2][3].
- Цитрусовые: апельсин, бергамот[2][3], лимон, нероли.
- Цветочные: ваниль, роза[2], жасмин.
- Древесные: пачули[2], ветивер[2], сандал[2], лабданум.
- Мускус[2].

Шипровые ароматы могут иметь дополнительные оттенки запахов, характерных для других семейств духов, например шипры цветочные, фруктовые, кожаные, цветочно-альдегидные, удовые, зелёные. Мужские и женские «шипры» выпускают многие парфюмерные компании.

## История
Концепция шипра стала творческим развитием идей, применявшихся парфюмерами ещё в XIX веке. Помимо средневековой пудры из дубового мха (poudre de chypre), к «самым первым» шипрам относятся духи «Eau de Chypre», созданные в 1840 году Пьером Герленом.

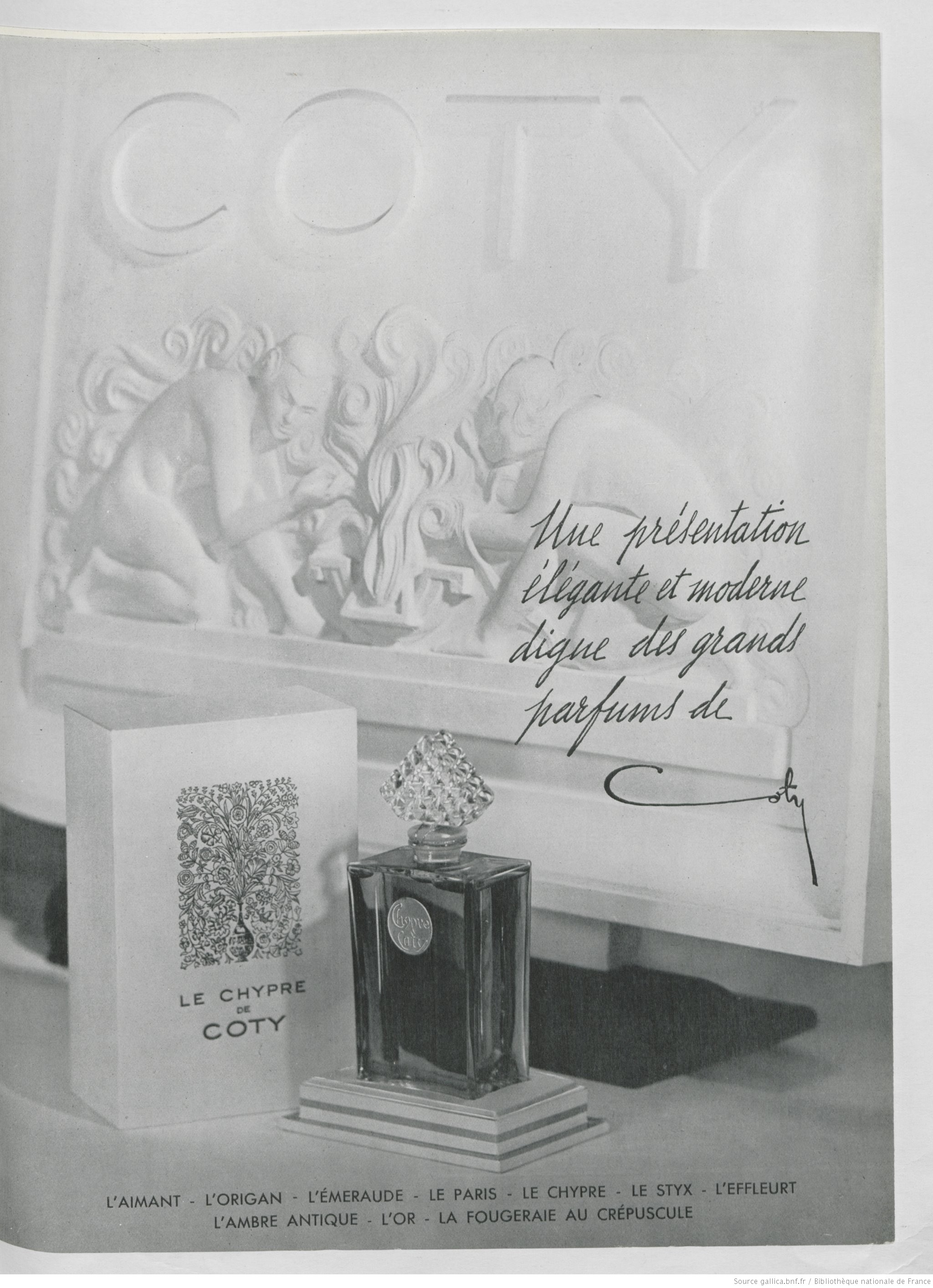
Реклама 1937 года женских духов Chypre от Франсуа Коти. Выпускались с 1917 года.

Шипровый аромат «завоевал» отдельную группу в классификации ароматов после того, как французский парфюмер Франсуа Коти выпустил шипровые духи «Chypre de Coty» в 1917 году. Для их названия было взято слово chypre (буквально шипр, фр. о.Кипр), так как в состав ингредиентов 1917 года выпуска входит дубовый мох, растущий на острове Кипр (название аналогичного происхождения, как и в случае с «шипровой пудрой»).
- Мужские и женские «шипры» выпускают крупнейшие современные фирмы — Chanel, Dior, Trussardi, Davidoff, Guerlain, и др.

- В 2010 году IFRA запретила использовать натуральный дубовый мох в шипровых парфюмах.

## В России
В Российской империи аромат под названием «Шипр» был известен ещё до Октябрьской революции 1917 года в виде одеколона «Шипр» от Брокар и Ко (c 1889 года) и туалетного мыла «Шипръ» от А. Сиу и Ко (1904);
Ранее, в 1821 году, парфюмер Пьер-Франсуа Любен создал «Воду с Кипра» для российского императора Александра I.
В СССР преемник Брокар и Ко — фабрика Новая заря — продолжила выпуск аромата «Шипр», который относился к одеколонам высшего качества с содержанием душистых веществ 3,0—7,5 %. Кроме одеколона выпускались также и типичные мужские духи «Шипр».
Примеры советских духов с основным шипровым запахом: Шипр, Кристалл, Золотая звезда, Щит, Пиковая дама, Сулико, Подарочные, Осенний лес, Цветок Грузии, а также Огни Москвы.
В наше время фабрика «Новая Заря» продолжает производить собственно одеколон «Шипр».

## В культуре
- Шипр упоминает Саша Чёрный в стихотворении «Отъезд Петербуржца» (1909 год)(также в той же строке под словом «клизма» упоминается распрыскиватель для этого аромата).
- «Шипр» упоминается как запах капитана Болдырева в «Приключениях Васи Куролесова» Юрия Коваля
- Детективная повесть «Запах шипра» Михаила Михеева (1976 год)
- В антиалкогольные времена при Горбачёве одеколон «Шипр» был достаточно дёшев, чтобы быть распространённым суррогатом.

Что касается восприятия слова «шипр» на Западе, то в силу популярности женского Chypre от Франсуа Коти «Chypre» упоминает Олдос Хаксли в своём романе «О дивный новый мир» — при этом подразумевается аромат, который использует Линайна Краун.